# سكوت فيلدز
سكوت فيلدز (بالإنجليزية: Scott Fields)‏ هو عازف قيثارة جاز أمريكي، ولد في 30 سبتمبر 1956 في شيكاغو في الولايات المتحدة.

## وصلات خارجية
- سكوت فيلدز على موقع ميوزك برينز (الإنجليزية)
- سكوت فيلدز على موقع ديسكوغز (الإنجليزية)